# Прушкув
Пру́шкув (пол. Pruszków) — місто в центральній Польщі, на річці Утрата. Частина західної околиці Варшавської агломерації, доїзд до центру Варшави займає 20-30 хвилин.
Адміністративний центр Прушковського повіту Мазовецького воєводства.

## Історія
Прушкув отримав статус міста в 1916 році під час Першої світової війни, хоча вперше село згадується в літописах у 15 столітті. У складі Польського Королівства це було приватне село польської шляхти.

## Демографія
Демографічна структура станом на 31 березня 2011 року:
|          | Загалом | Допрацездатний вік | Працездатний вік | Постпрацездатний вік |
| -------- | ------- | ------------------ | ---------------- | -------------------- |
| Чоловіки | 27278   | 5337               | 18728            | 3213                 |
| Жінки    | 30866   | 4872               | 18460            | 7534                 |
| Разом    | 58144   | 10209              | 37188            | 10747                |

## Спорт

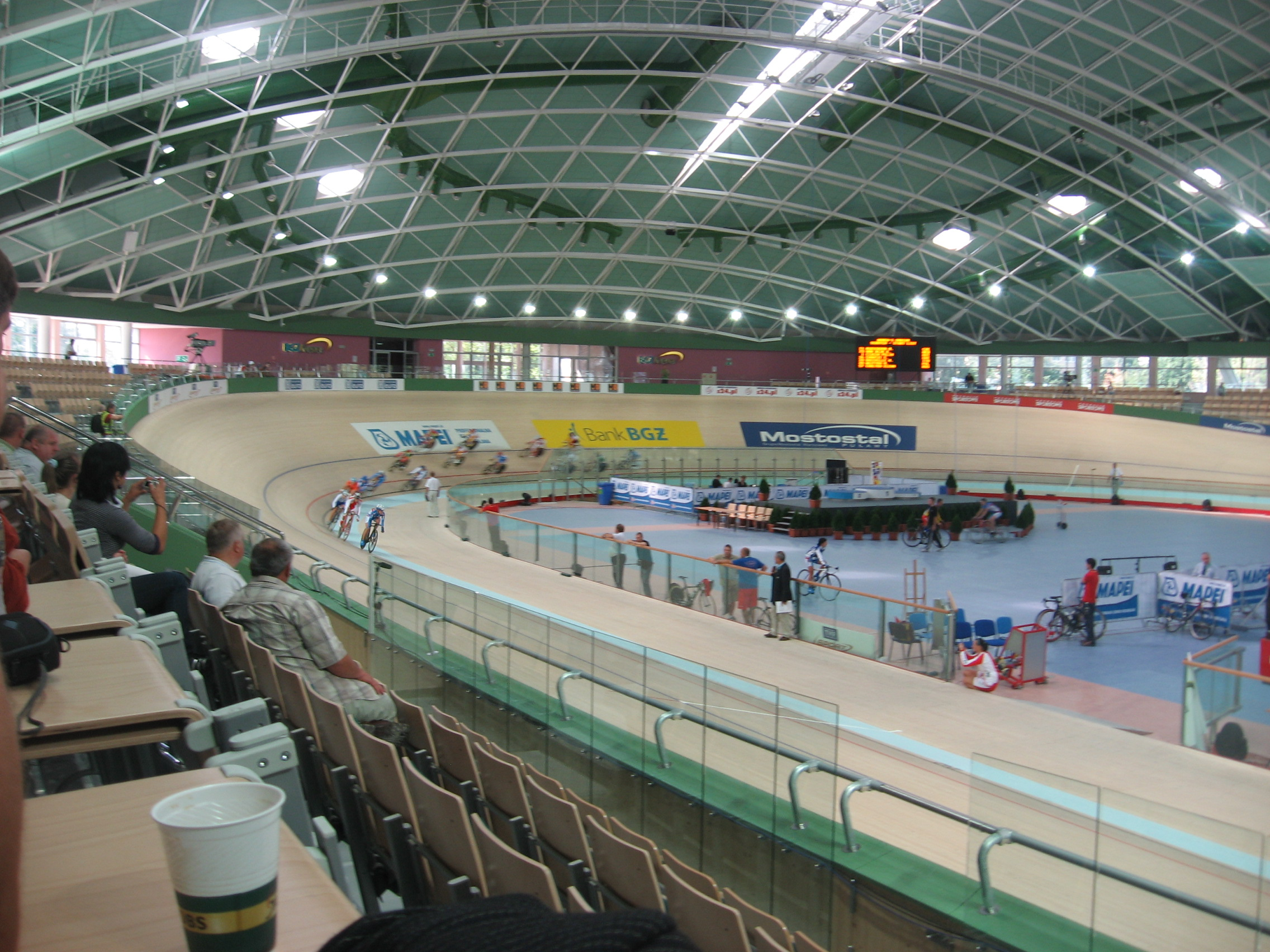
Критий велодром

ФК Зніч Прушкув — професіональний футбольний клуб з міста. Відомий футболіст Роберт Левандовський грав за ФК Зніч Прушкув з 2006 по 2008 рік.
У місті є дві професійні баскетбольні команди: жіноча «ПТС Лідер Прушкув» та баскетбольна секція футбольного клубу, чоловіча «Зніч Баскет Прушкув».
Також у місті є «Прушкув Арена» — це сучасний критий велодром.

## Відомі люди
- Лешек Ціхи — польський письменник, альпініст, народився тут
- Войцех Млинарський (пол. Wojciech Młynarski) — польський поет, композитор, виконавець авторської пісні, випускник місцевого ліцею
- Яцек Гмох — польський футболіст, що грав на позиції захисника, футбольний тренер.
- Радослав Маєвський — польський футболіст.
- Роберт Анджей Палевскій ( пол. Robert Andrzej Palewski ) та Себастіан Дреловец ( пол. Sebastian Drelowiec )— приватні підприємеці, які співпрацюють з польською поштовою фірмою InPost,  будучи власниками декількох вантажних автомобілів ( вантажний бус з вантажопідйомністю до 3.5т ) надають свої послуги в якості перевізника, завдяки цьому, стають роботодавцями для людей які працюють кур'єрами на фірмі InPost експлуатуючи та використовуючи ці автомобілі як робочий транспорт, для розвезення посилок до камери зберігання так званих поштоматів ( пол. Paczkomat ).

## Світлини

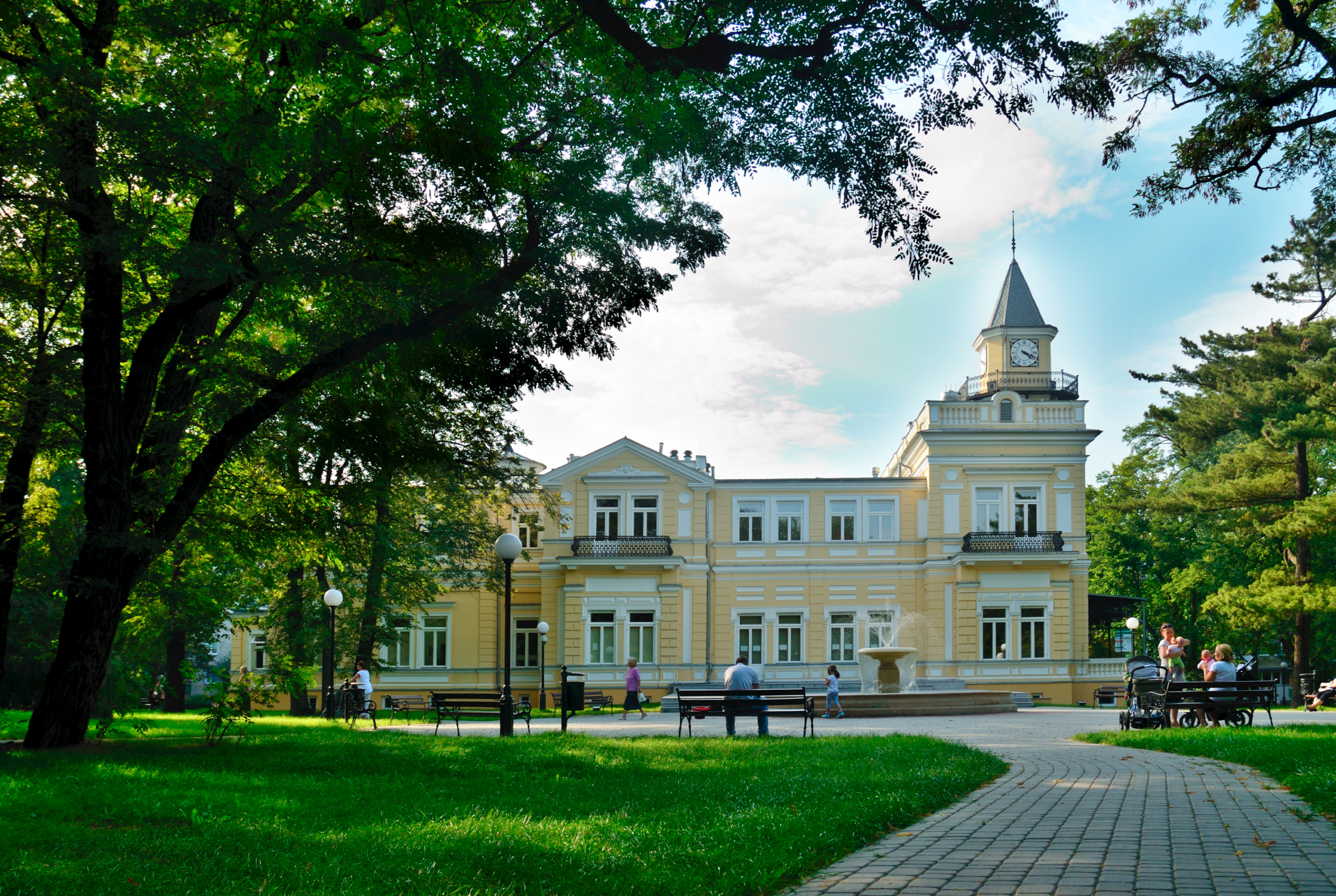
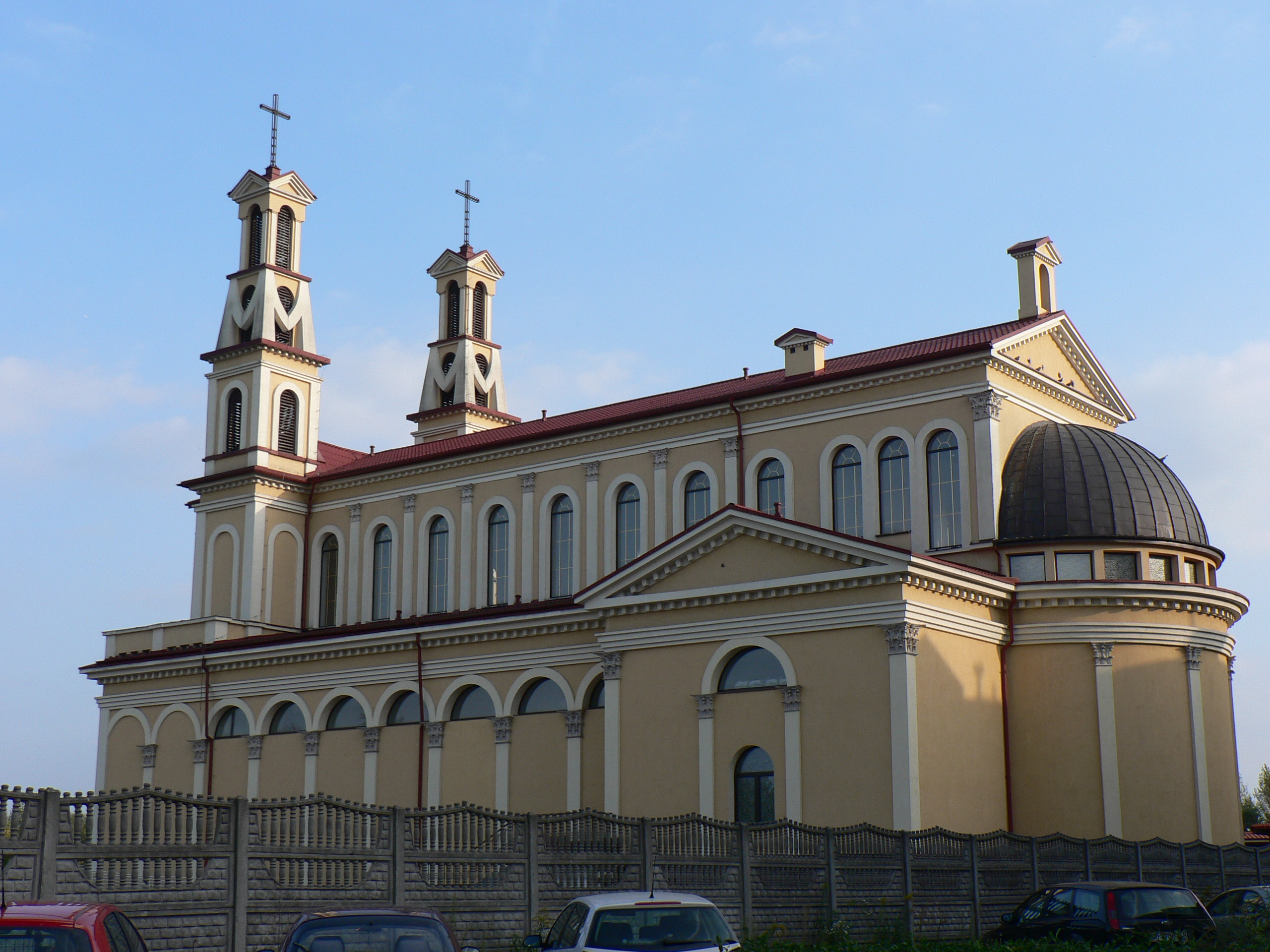
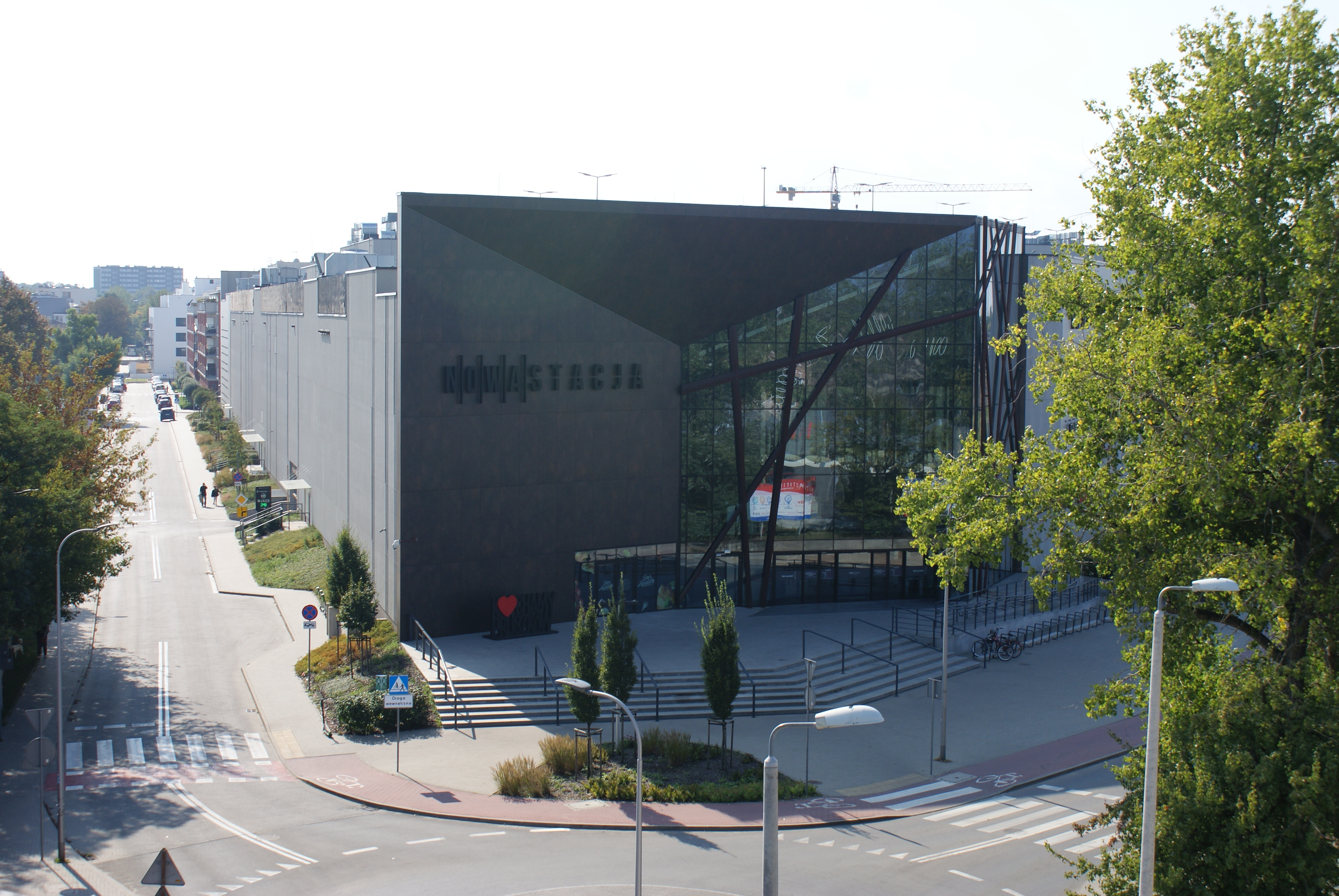
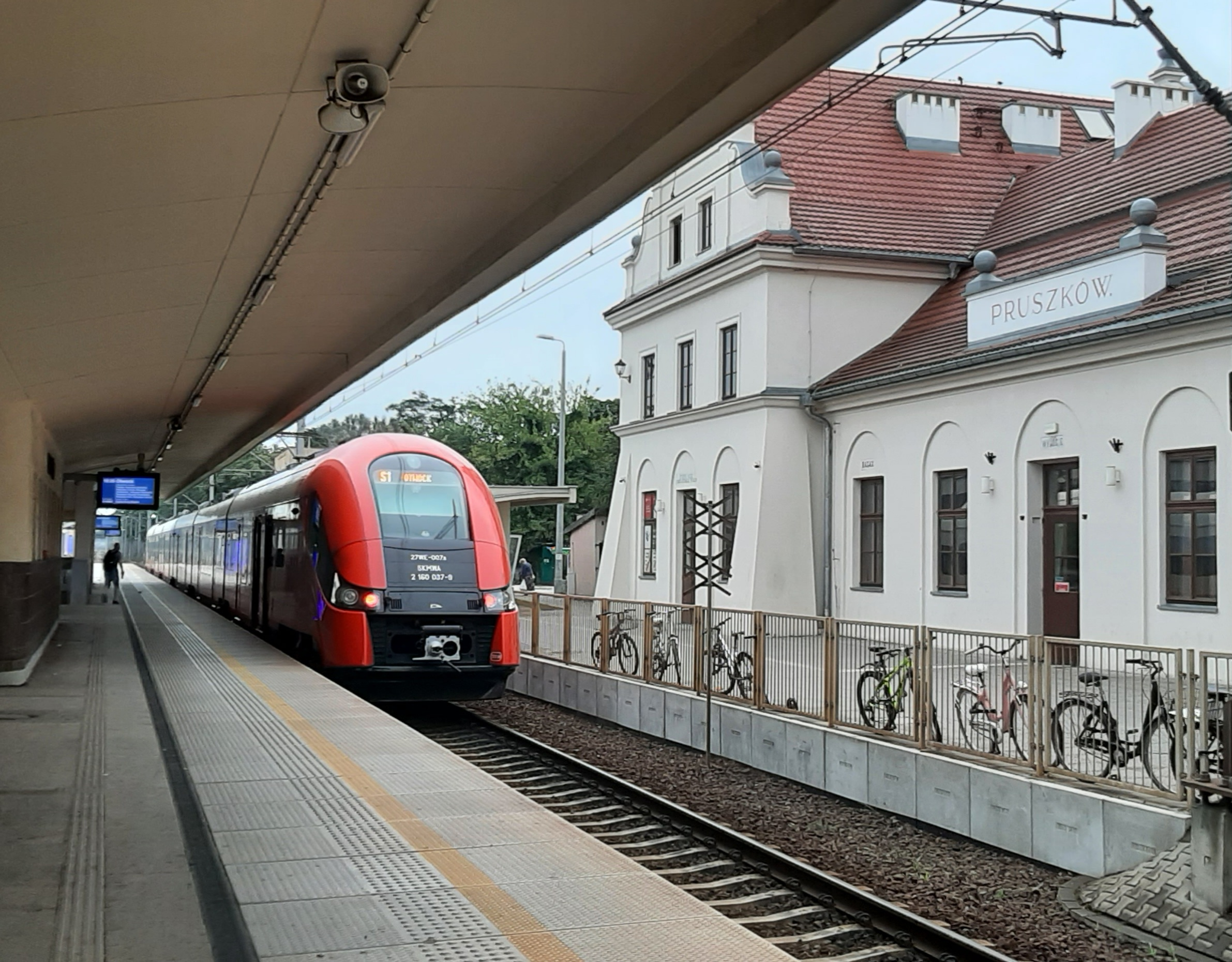
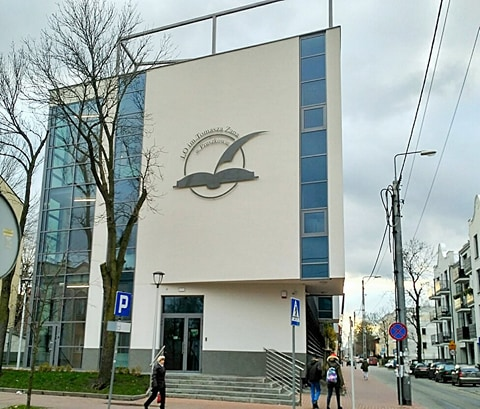
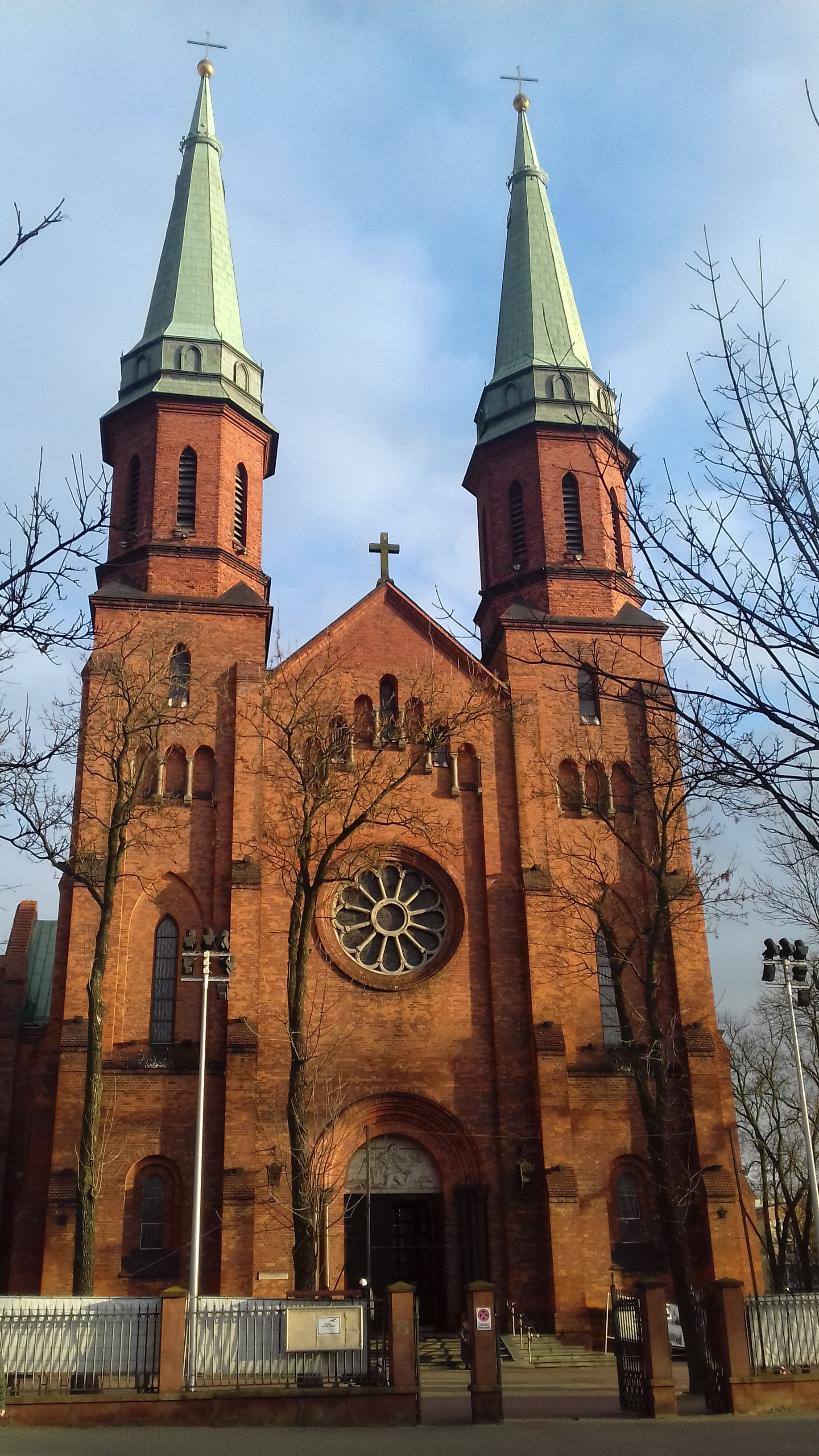

## Міжнародна співпраця
- Есслінген-на-Некарі[5]
- Імпрунета[6]
- Прушкув[7]